# Contarinia thlaspeos
Contarinia thlaspeos är en tvåvingeart som beskrevs av Rubsaamen 1910. Contarinia thlaspeos ingår i släktet Contarinia och familjen gallmyggor. Inga underarter finns listade i Catalogue of Life.